# Campeonato Mundial de Voleibol Masculino Sub-19 de 2021
O Campeonato Mundial de Voleibol Masculino Sub-19 de 2021 foi a 17ª edição da competição, disputada entre 20 seleções mundiais, no período de 24 de agosto a 2 de setembro, sendo realizada na cidade iraniana de Teerã.
A Polônia conquistou o segundo título ao derrotar a Bulgária na partida final, e completando o pódio o anfitrião Irã venceu na disputa pelo bronze a Rússia. O oposto polonês Tytus Nowik foi premiado como melhor oposto e melhor jogador da competição (MVP).

## Equipes qualificadas
| Torneio de qualificação          | Data                             | Sede                  | Vagas | Qualificados         | Última participação |
| -------------------------------- | -------------------------------- | --------------------- | ----- | -------------------- | ------------------- |
| País-sede                        | 13 de outubro de 20020           | Lausana               | 1     | Irã                  | 2019                |
| Campeonato Europeu de 2020       | 5 a 13 de setembro de 2020       | Lecce e Marsicovetere | 6     | Itália               | 2019                |
| Campeonato Europeu de 2020       | 5 a 13 de setembro de 2020       | Lecce e Marsicovetere | 6     | Chéquia              | 2019                |
| Campeonato Europeu de 2020       | 5 a 13 de setembro de 2020       | Lecce e Marsicovetere | 6     | Polônia              | 2019                |
| Campeonato Europeu de 2020       | 5 a 13 de setembro de 2020       | Lecce e Marsicovetere | 6     | Bulgária             | 2019                |
| Campeonato Europeu de 2020       | 5 a 13 de setembro de 2020       | Lecce e Marsicovetere | 6     | Alemanha             | 2019                |
| Campeonato Europeu de 2020       | 5 a 13 de setembro de 2020       | Lecce e Marsicovetere | 6     | Bélgica              | 2019                |
| Campeonato NORCECA de 2020       | Janeiro de 2020                  | Santo Domingo         | 2     | Cuba                 | 2019                |
| Campeonato NORCECA de 2020       | Janeiro de 2020                  | Santo Domingo         | 2     | Estados Unidos       | 2019                |
| Campeonato NORCECA de 2020       | Janeiro de 2020                  | Santo Domingo         | 2     | Porto Rico           | 2019                |
| Campeonato NORCECA de 2020       | Janeiro de 2020                  | Santo Domingo         | 2     | Guatemala            | 2019                |
| Campeonato Asiático de 2018      | 29 de junho a 6 de julho de 2018 | Tabriz                | 1     | Japão                | 2019                |
| Campeonato Asiático de 2018      | 29 de junho a 6 de julho de 2018 | Tabriz                | 1     | Coreia do Sul        | 2019                |
| Campeonato Asiático de 2018      | 29 de junho a 6 de julho de 2018 | Tabriz                | 1     | Tailândia            | 2019                |
| Campeonato Asiático de 2018      | 29 de junho a 6 de julho de 2018 | Tabriz                | 1     | Taipé Chinês         | 2019                |
| Campeonato Africano de 2020      | 4 a 8 de março de 2021           | Abuja                 | 2     | Nigéria              | 2019                |
| Campeonato Africano de 2020      | 4 a 8 de março de 2021           | Abuja                 | 2     | Camarões             | Estreante           |
| Campeonato Sul-Americano de 2020 | fevereiro de 2021                | Chile                 | 2     | Brasil               | 2019                |
| Campeonato Sul-Americano de 2020 | fevereiro de 2021                | Chile                 | 2     | Colômbia             | 2019                |
| Ranking Mundial                  | março de 2021                    | Lausana               | 6     | Egito                | 2019                |
| Ranking Mundial                  | março de 2021                    | Lausana               | 6     | Rússia               | 2019                |
| Ranking Mundial                  | março de 2021                    | Lausana               | 6     | Argentina            | 2019                |
| Ranking Mundial                  | março de 2021                    | Lausana               | 6     | Bielorrússia         | 2019                |
| Ranking Mundial                  | março de 2021                    | Lausana               | 6     | República Dominicana | 2019                |
| Ranking Mundial                  | março de 2021                    | Lausana               | 6     | Índia                | 2009                |
| Total                            |                                  |                       | 20    |                      |                     |

Nota:Japão, China, Coréia do Sul e Porto Rico, desistiram da competição, herdaram tais vagas: Bulgária e Egito, pelo índice do Ranking Mundial, a outra vaga seria oriunda do Torneio Pré-Mundial, mas, foi herdada de acordo com o referido índica também.

## Locais dos jogos
| Local 1              |
| -------------------- |
| Teerã, Irã           |
|                      |
| Azadi Indoor Stadium |
| Capacidade: 12 000   |

| Local 2               |
| --------------------- |
| Teerã, Irã            |
|                       |
| Azadi Volleyball Hall |
| Capacidade: 3 000     |

## Fórmula da disputa
A competição será disputada por 20 seleções mundiais, distribuídas proporcionalmente em quatro grupos, A, B, C e D, todas se enfreando em cada grupo, resultando em 16 times classificados para a disputa das oitavas de final e as demais disputarão as posições do décimo sétimo ao vigésimo lugar.
As equipes vencedoras da fase de oitavas de final disputarão as quartas de final e as eliminadas as disputas pelas posições inferiores; já as vencedoras da quartas de final disputarão a semifinal e as eliminadas disputarão do quinto ao oitavo lugar.
As equipes que venceram as semifinais competirão pelo título na grande final e as perdedoras a disputa pelo bronze.

## Primeira fase
|  | Qualificados para a Oitavas de final              |
|  | Qualificados para as Disputas do 17º ao 20º lugar |

### Grupo A
|     |            |     | Jogos | Jogos | Jogos | Pontos | Pontos | Pontos | Sets | Sets | Sets  |
| Pos | Equipe     | Pts | T     | V     | D     | V      | P      | R      | V    | P    | R     |
| --- | ---------- | --- | ----- | ----- | ----- | ------ | ------ | ------ | ---- | ---- | ----- |
| 1   | Polônia    | 12  | 4     | 4     | 0     | 300    | 150    | 2,000  | 12   | 0    | MAX   |
| 2   | Irã        | 9   | 4     | 3     | 1     | 286    | 185    | 1.546  | 9    | 3    | 3,000 |
| 3   | Índia      | 6   | 4     | 2     | 2     | 280    | 237    | 1.181  | 6    | 7    | 0.857 |
| 4   | Nigéria    | 3   | 4     | 1     | 3     | 255    | 249    | 1.024  | 4    | 9    | 0.444 |
| 5   | Guatemala* | 0   | 4     | 0     | 4     | 0      | 300    | 0,000  | 0    | 12   | 0,000 |

*Nota:Guatemala, após vários integrantes da equipe testar positivo para COVID-19, viu-se obrigada se retirar da competição, e as partidas envolvendo-a garantiu 3 pontos aos oponentes.
| Data   | Hora  |           | Placar |           | Set 1 | Set 2 | Set 3 | Set 4 | Set 5 | Total | Relatório |
| ------ | ----- | --------- | ------ | --------- | ----- | ----- | ----- | ----- | ----- | ----- | --------- |
| 24 ago | 13:00 | Nigéria   | 1–3    | Índia     | 17–25 | 25–23 | 21–25 | 24–26 |       | 87–99 | P2        |
| 24 ago | 19:00 | Irã       | 3–0    | Guatemala | 25–0  | 25–0  | 25–0  |       |       | 75–0  | Relatório |
| 25 ago | 13:00 | Polônia   | 3–0    | Nigéria   | 25–10 | 25–14 | 25–18 |       |       | 75–42 | P2        |
| 25 ago | 19:00 | Irã       | 3–0    | Índia     | 25–22 | 25–15 | 25–22 |       |       | 75–59 | P2        |
| 26 ago | 13:00 | Nigéria   | 3–0    | Guatemala | 25–0  | 25–0  | 25–0  |       |       | 75–0  | Relatório |
| 26 ago | 19:00 | Polônia   | 3–0    | Índia     | 25–14 | 25–15 | 25–18 |       |       | 75–47 | P2        |
| 27 ago | 19:00 | Irã       | 0–3    | Polônia   | 23–25 | 23–25 | 15–25 |       |       | 61–75 | P2        |
| 28 ago | 13:00 | Guatemala | 0–3    | Polônia   | 25–0  | 25–0  | 25–0  |       |       | 75–0  | Relatório |
| 28 ago | 19:00 | Irã       | 3–0    | Nigéria   | 25–19 | 25–13 | 25–19 |       |       | 75–51 | P2        |

### Grupo B
|     |              |     | Jogos | Jogos | Jogos | Pontos | Pontos | Pontos | Sets | Sets | Sets  |
| Pos | Equipe       | Pts | T     | V     | D     | V      | P      | R      | V    | P    | R     |
| --- | ------------ | --- | ----- | ----- | ----- | ------ | ------ | ------ | ---- | ---- | ----- |
| 1   | Itália       | 12  | 4     | 4     | 0     | 306    | 233    | 1.313  | 12   | 0    | MAX   |
| 2   | Brasil       | 8   | 4     | 3     | 1     | 350    | 308    | 1.136  | 9    | 6    | 1.500 |
| 3   | Chéquia      | 7   | 4     | 2     | 2     | 336    | 329    | 1.021  | 8    | 7    | 1.143 |
| 4   | Colômbia     | 3   | 1     | 1     | 0     | 336    | 374    | 0.898  | 5    | 10   | 0.500 |
| 5   | Bielorrússia | 0   | 4     | 0     | 4     | 259    | 323    | 0.802  | 1    | 12   | 0.083 |

| Data   | Hora  |          | Placar |              | Set 1 | Set 2 | Set 3  | Set 4 | Set 5 | Total  | Relatório |
| ------ | ----- | -------- | ------ | ------------ | ----- | ----- | ------ | ----- | ----- | ------ | --------- |
| 24 ago | 10:00 | Chéquia  | 3–1    | Colômbia     | 21–25 | 25–18 | 32–30  | 25–17 |       | 103–90 | P2        |
| 24 ago | 16:00 | Itália   | 3–0    | Brasil       | 27–25 | 25–21 | 25–21  |       |       | 77–67  | P2        |
| 25 ago | 10:00 | Brasil   | 3–0    | Bielorrússia | 25–20 | 25–16 | 25–21  |       |       | 75–57  | P2        |
| 25 ago | 16:00 | Itália   | 3–0    | Chéquia      | 25–19 | 29–27 | 25–15  |       |       | 79–61  | P2        |
| 26 ago | 10:00 | Itália   | 3–0    | Bielorrússia | 25–21 | 25–16 | 25–17– |       |       | 75–54  | P2        |
| 26 ago | 16:00 | Brasil   | 3–1    | Colômbia     | 27–29 | 25–12 | 25–12  | 26–24 |       | 103–77 | P2        |
| 27 ago | 10:00 | Itália   | 3–0    | Colômbia     | 25–17 | 25–16 | 25–18  |       |       | 75–51  | P2        |
| 27 ago | 16:00 | Chéquia  | 3–0    | Bielorrússia | 25–13 | 25–19 | 25–23  |       |       | 75–55  | P2        |
| 28 ago | 10:00 | Brasil   | 3–2    | Chéquia      | 25–21 | 21–25 | 19–25  | 25–17 | 15–9  | 105–97 | P2        |
| 28 ago | 16:00 | Colômbia | 3–1    | Bielorrússia | 25–18 | 25–23 | 19–25  | 29–27 |       | 98–93  | P2        |

### Grupo C
|     |           |     | Jogos | Jogos | Jogos | Pontos | Pontos | Pontos | Sets | Sets | Sets  |
| Pos | Equipe    | Pts | T     | V     | D     | V      | P      | R      | V    | P    | R     |
| --- | --------- | --- | ----- | ----- | ----- | ------ | ------ | ------ | ---- | ---- | ----- |
| 1   | Rússia    | 12  | 4     | 4     | 0     | 361    | 319    | 1.132  | 12   | 2    | 6,000 |
| 2   | Bulgária  | 9   | 4     | 3     | 1     | 331    | 283    | 1.170  | 10   | 3    | 3.333 |
| 3   | Bélgica   | 6   | 4     | 2     | 2     | 338    | 338    | 1,000  | 7    | 7    | 1,000 |
| 4   | Tailândia | 3   | 4     | 1     | 3     | 312    | 331    | 0.943  | 4    | 10   | 0.400 |
| 5   | Camarões  | 0   | 4     | 0     | 4     | 252    | 323    | 0.780  | 1    | 12   | 0.083 |

| Data   | Hora  |           | Placar |           | Set 1 | Set 2 | Set 3 | Set 4 | Set 5 | Total  | Relatório |
| ------ | ----- | --------- | ------ | --------- | ----- | ----- | ----- | ----- | ----- | ------ | --------- |
| 24 ago | 10:00 | Tailândia | 0–3    | Bulgária  | 19–25 | 21–25 | 22–25 |       |       | 62–75  | P2        |
| 24 ago | 19:00 | Rússia    | 3–1    | Bélgica   | 23–25 | 25–23 | 25–19 | 34–32 |       | 107–99 | P2        |
| 25 ago | 13:00 | Bulgária  | 1–3    | Rússia    | 25–21 | 22–25 | 30–32 | 22–25 |       | 99–103 | P2        |
| 25 ago | 16:00 | Tailândia | 3–1    | Camarões  | 21–25 | 25–13 | 25–21 | 25–20 |       | 96–79  | P2        |
| 26 ago | 10:00 | Rússia    | 3–0    | Camarões  | 25–17 | 26–24 | 25–19 |       |       | 76–60  | P2        |
| 26 ago | 13:00 | Bélgica   | 0–3    | Bulgária  | 30–32 | 17–25 | 15–25 |       |       | 62–82  | P2        |
| 27 ago | 13:00 | Camarões  | 0–3    | Bélgica   | 19–25 | 16–25 | 22–25 |       |       | 57–75  | P2        |
| 27 ago | 16:00 | Rússia    | 3–0    | Tailândia | 25–15 | 25–23 | 25–23 |       |       | 75–61  | P2        |
| 28 ago | 10:00 | Tailândia | 1–3    | Bélgica   | 21–25 | 28–26 | 19–25 | 24–26 |       | 92–102 | P2        |
| 28 ago | 19:00 | Camarões  | 0–3    | Bulgária  | 19–25 | 18–25 | 19–25 |       |       | 56–75  | P2        |

### Grupo D
|     |                      |     | Jogos | Jogos | Jogos | Pontos | Pontos | Pontos | Sets | Sets | Sets  |
| Pos | Equipe               | Pts | T     | V     | D     | V      | P      | R      | V    | P    | R     |
| --- | -------------------- | --- | ----- | ----- | ----- | ------ | ------ | ------ | ---- | ---- | ----- |
| 1   | Argentina            | 12  | 4     | 4     | 0     | 342    | 213    | 1.606  | 12   | 2    | 6,000 |
| 2   | Alemanha             | 9   | 4     | 3     | 1     | 317    | 201    | 1.577  | 10   | 3    | 3.333 |
| 3   | Egito                | 5   | 4     | 2     | 2     | 286    | 258    | 1.109  | 6    | 8    | 0.750 |
| 4   | Cuba                 | 4   | 4     | 1     | 3     | 312    | 285    | 1.095  | 6    | 9    | 0.667 |
| 5   | República Dominicana | 0   | 4     | 0     | 4     | 0      | 300    | 0,000  | 0    | 12   | 0,000 |

*Nota:República Dominicana, após vários integrantes da equipe testar positivo para COVID-19, viu-se obrigada se retirar da competição, e as partidas envolvendo-a garantiu 3 pontos aos oponentes.
| Data   | Hora  |           | Placar |                      | Set 1 | Set 2 | Set 3 | Set 4 | Set 5 | Total   | Relatório |
| ------ | ----- | --------- | ------ | -------------------- | ----- | ----- | ----- | ----- | ----- | ------- | --------- |
| 24 ago | 13:00 | Egito     | 0–3    | Argentina            | 16–25 | 10–25 | 22–25 |       |       | 48–75   | P2        |
| 24 ago | 16:00 | Alemanha  | 3–0    | Cuba                 | 25–19 | 25–19 | 25–18 |       |       | 75–56   | P2        |
| 25 ago | 13:00 | Argentina | 3–1    | Alemanha             | 25–23 | 25–22 | 19–25 | 25–22 |       | 94–92   | P2        |
| 25 ago | 16:00 | Egito     | 3–0    | República Dominicana | 25–0  | 25–0  | 25–0  |       |       | 75–0    | P2        |
| 26 ago | 13:00 | Alemanha  | 3–0    | República Dominicana | 25–0  | 25–0  | 25–0  |       |       | 75–0    | P2        |
| 26 ago | 16:00 | Argentina | 3–1    | Cuba                 | 25–18 | 25–17 | 23–25 | 25–13 |       | 98–73   | P2        |
| 27 ago | 13:00 | Egito     | 0–3    | Alemanha             | 19–25 | 15–25 | 17–25 |       |       | 51–75   | P2        |
| 27 ago | 16:00 | Cuba      | 3–0    | República Dominicana | 25–0  | 25–0  | 25–0  |       |       | 75–0    | P2        |
| 28 ago | 13:00 | Egito     | 3–2    | Cuba                 | 24–26 | 27–25 | 21–25 | 25–23 | 15–9  | 112–108 | P2        |
| 28 ago | 16:00 | Argentina | 3–0    | República Dominicana | 25–0  | 25–0  | 25–0  |       |       | 75–0    | P2        |

## Segunda fase

### Classificação do 17º ao 20º lugar
|  | 17º lugar |
|  | 18º lugar |
|  | 19º lugar |

|     |                      |     | Jogos | Jogos | Jogos | Pontos | Pontos | Pontos | Sets | Sets | Sets  |
| Pos | Equipe               | Pts | T     | V     | D     | V      | P      | R      | V    | P    | R     |
| --- | -------------------- | --- | ----- | ----- | ----- | ------ | ------ | ------ | ---- | ---- | ----- |
| 17  | Bielorrússia         | 9   | 3     | 3     | 0     | 225    | 48     | 4.688  | 9    | 0    | MAX   |
| 18  | Camarões             | 6   | 2     | 2     | 0     | 198    | 75     | 2.640  | 6    | 3    | 2,000 |
| 19  | Guatemala            | 0   | 2     | 0     | 2     | 0      | 150    | 0,000  | 0    | 6    | 0,000 |
| 19  | República Dominicana | 0   | 2     | 0     | 2     | 0      | 150    | 0,000  | 0    | 6    | 0,000 |

*Nota:Guatemala e República Dominicana, não disputaram a fase classificatória pelos motivos já citados e nem a de definição de posições inferiores, COVID-19, viu-se obrigada se retirar da competição, e as partidas envolvendo-a garantiu 3 pontos aos oponentes, ambas terminaram empatadas na décima nona posição.
| Data   | Hora  |              | Placar |                      | Set 1 | Set 2 | Set 3 | Set 4 | Set 5 | Total | Relatório |
| ------ | ----- | ------------ | ------ | -------------------- | ----- | ----- | ----- | ----- | ----- | ----- | --------- |
| 30 ago | 00:00 | Guatemala    | 0–0    | República Dominicana | 0–0   | 0–0   | 0–0   |       |       | 0–0   | P2        |
| 30 ago | 19:30 | Bielorrússia | 3–0    | Camarões             | 25–20 | 25–13 | 25–15 |       |       | 75–48 | P2        |
| 31 ago | 00:00 | Camarões     | 3–0    | República Dominicana | 25–0  | 25–0  | 25–0  |       |       | 75–0  | P2        |
| 31 ago | 00:00 | Guatemala    | 0–3    | Bielorrússia         | 0–25  | 0–25  | 0–25  |       |       | 0–75  | P2        |
| 1 set  | 00:00 | Bielorrússia | 3–0    | República Dominicana | 25–0  | 25–0  | 25–0  |       |       | 75–0  | P2        |
| 1 set  | 00:00 | Guatemala    | 0–3    | Camarões             | 0–25  | 0–25  | 0–25  |       |       | 0–75  | P2        |

### Oitavas de final
| Data   | Hora  |           | Placar |           | Set 1 | Set 2 | Set 3 | Set 4 | Set 5 | Total   | Relatório |
| ------ | ----- | --------- | ------ | --------- | ----- | ----- | ----- | ----- | ----- | ------- | --------- |
| 30 ago | 09:30 | Bulgária  | 3–0    | Egito     | 25–14 | 25–22 | 25–12 |       |       | 75–48   | P2        |
| 30 ago | 10:00 | Itália    | 3–0    | Nigéria   | 25–14 | 25–17 | 25–17 |       |       | 75–48   | P2        |
| 30 ago | 12:00 | Rússia    | 3–0    | Cuba      | 25–19 | 25–18 | 25–17 |       |       | 75–54   | P2        |
| 30 ago | 13:00 | Brasil    | 3–0    | Índia     | 25–19 | 25–17 | 25–23 |       |       | 75–59   | P2        |
| 30 ago | 14:30 | Argentina | 3–0    | Tailândia | 25–15 | 25–17 | 25–15 |       |       | 75–47   | P2        |
| 30 ago | 16:00 | Polônia   | 3–0    | Colômbia  | 25–19 | 25–22 | 25–12 |       |       | 75–53   | P2        |
| 30 ago | 17:00 | Alemanha  | 3–2    | Bélgica   | 17–25 | 28–26 | 17–25 | 29–27 | 15–9  | 106–112 | P2        |
| 30 ago | 19:00 | Irã       | 3–0    | Chéquia   | 26–24 | 25–20 | 25–13 |       |       | 76–57   | P2        |

### Classificação do 9º ao 16º lugar
| Data   | Hora  |           | Placar |          | Set 1 | Set 2 | Set 3 | Set 4 | Set 5 | Total | Relatório |
| ------ | ----- | --------- | ------ | -------- | ----- | ----- | ----- | ----- | ----- | ----- | --------- |
| 31 ago | 10:00 | Nigéria   | 1–3    | Egito    | 25–22 | 19–25 | 21–25 | 23–25 |       | 88–97 | P2        |
| 31 ago | 13:00 | Índia     | 3–0    | Cuba     | 25–20 | 25–17 | 25–17 |       |       | 75–54 | P2        |
| 31 ago | 16:00 | Tailândia | 1–3    | Chéquia  | 22–25 | 17–25 | 25–23 | 20–25 |       | 84–98 | P2        |
| 31 ago | 19:00 | Bélgica   | 3–0    | Colômbia | 32–30 | 25–22 | 25–17 |       |       | 82–69 | P2        |

### Quartas de final
| Data   | Hora  |           | Placar |          | Set 1 | Set 2 | Set 3 | Set 4 | Set 5 | Total   | Relatório |
| ------ | ----- | --------- | ------ | -------- | ----- | ----- | ----- | ----- | ----- | ------- | --------- |
| 31 ago | 10:00 | Itália    | 2–3    | Bulgária | 27–25 | 25–27 | 25–21 | 29–31 | 16–18 | 122–122 | P2        |
| 31 ago | 13:00 | Brasil    | 0–3    | Rússia   | 19–25 | 25–27 | 15–25 |       |       | 59–77   | P2        |
| 31 ago | 16:00 | Alemanha  | 0–3    | Polônia  | 19–25 | 23–25 | 26–28 |       |       | 68–78   | P2        |
| 31 ago | 19:00 | Argentina | 1–3    | Irã      | 21–25 | 26–24 | 19–25 | 11–25 |       | 77–99   | P2        |

### Classificação do 13º ao 16º lugar
| Data  | Hora  |           | Placar |          | Set 1 | Set 2 | Set 3 | Set 4 | Set 5 | Total   | Relatório |
| ----- | ----- | --------- | ------ | -------- | ----- | ----- | ----- | ----- | ----- | ------- | --------- |
| 1 set | 10:00 | Tailândia | 3–2    | Colômbia | 23–25 | 25–21 | 25–20 | 19–25 | 15–11 | 107–102 | P2        |
| 1 set | 13:00 | Nigéria   | 3–2    | Cuba     | 25–10 | 25–20 | 22–25 | 20–25 | 15–13 | 107–93  | P2        |

### Classificação do 9º ao 12º lugar
| Data  | Hora  |         | Placar |         | Set 1 | Set 2 | Set 3 | Set 4 | Set 5 | Total   | Relatório |
| ----- | ----- | ------- | ------ | ------- | ----- | ----- | ----- | ----- | ----- | ------- | --------- |
| 1 set | 16:00 | Chéquia | 3–1    | Bélgica | 25–18 | 25–18 | 21–25 | 25–20 |       | 96–81   | P2        |
| 1 set | 19:00 | Egito   | 2–3    | Índia   | 25–16 | 27–25 | 26–28 | 16–25 | 12–15 | 106–109 | P2        |

### Classificação do 5º ao 8º lugar
| Data  | Hora  |           | Placar |          | Set 1 | Set 2 | Set 3 | Set 4 | Set 5 | Total | Relatório |
| ----- | ----- | --------- | ------ | -------- | ----- | ----- | ----- | ----- | ----- | ----- | --------- |
| 1 set | 10:00 | Argentina | 3–0    | Alemanha | 25–23 | 25–18 | 25–23 |       |       | 75–64 | P2        |
| 1 set | 13:00 | Itália    | 3–0    | Brasil   | 5–18  | 25–17 | 25–18 |       |       | 55–53 | P2        |

### Semifinais
| Data  | Hora  |          | Placar |         | Set 1 | Set 2 | Set 3 | Set 4 | Set 5 | Total  | Relatório |
| ----- | ----- | -------- | ------ | ------- | ----- | ----- | ----- | ----- | ----- | ------ | --------- |
| 1 set | 16:00 | Bulgária | 3–2    | Rússia  | 14–25 | 25–21 | 25–20 | 20–25 | 15–13 | 99–104 | P2        |
| 1 set | 19:00 | Irã      | 1–3    | Polônia | 24–26 | 23–25 | 25–23 | 20–25 |       | 92–99  | P2        |

### Décimo quinto lugar
| Data  | Hora  |          | Placar    |      | Set 1 | Set 2 | Set 3 | Set 4 | Set 5 | Total | Relatório |
| ----- | ----- | -------- | --------- | ---- | ----- | ----- | ----- | ----- | ----- | ----- | --------- |
| 1 set | 10:00 | Colômbia | CANCELADO | Cuba | 0–0   | 0–0   | 0–0   |       |       | 0–0   | P2        |

### Décimo terceiro lugar
| Data  | Hora  |           | Placar |         | Set 1 | Set 2 | Set 3 | Set 4 | Set 5 | Total   | Relatório |
| ----- | ----- | --------- | ------ | ------- | ----- | ----- | ----- | ----- | ----- | ------- | --------- |
| 2 set | 12:30 | Tailândia | 3–2    | Nigéria | 25–15 | 25–20 | 17–25 | 26–28 | 15–13 | 108–101 | P2        |

### Décimo primeiro lugar
| Data  | Hora  |         | Placar |       | Set 1 | Set 2 | Set 3 | Set 4 | Set 5 | Total | Relatório |
| ----- | ----- | ------- | ------ | ----- | ----- | ----- | ----- | ----- | ----- | ----- | --------- |
| 2 set | 13:00 | Bélgica | 3–1    | Egito | 23–25 | 25–14 | 25–19 | 25–23 |       | 98–81 | P2        |

### Nono lugar
| Data  | Hora  |         | Placar |       | Set 1 | Set 2 | Set 3 | Set 4 | Set 5 | Total | Relatório |
| ----- | ----- | ------- | ------ | ----- | ----- | ----- | ----- | ----- | ----- | ----- | --------- |
| 2 set | 17:30 | Chéquia | 3–1    | Índia | 25–21 | 25–16 | 22–25 | 25–16 |       | 97–78 | P2        |

### Sétimo lugar
| Data  | Hora  |          | Placar |        | Set 1 | Set 2 | Set 3 | Set 4 | Set 5 | Total  | Relatório |
| ----- | ----- | -------- | ------ | ------ | ----- | ----- | ----- | ----- | ----- | ------ | --------- |
| 2 set | 10:00 | Alemanha | 3–1    | Brasil | 17–25 | 25–23 | 24–26 | 24–26 |       | 90–100 | P2        |

### Quinto lugar
| Data  | Hora  |           | Placar |        | Set 1 | Set 2 | Set 3 | Set 4 | Set 5 | Total | Relatório |
| ----- | ----- | --------- | ------ | ------ | ----- | ----- | ----- | ----- | ----- | ----- | --------- |
| 2 set | 13:00 | Argentina | 3–1    | Itália | 18–25 | 25–20 | 25–19 | 25–21 |       | 93–85 | P2        |

### Terceiro lugar
| Data  | Hora  |     | Placar |        | Set 1 | Set 2 | Set 3 | Set 4 | Set 5 | Total  | Relatório |
| ----- | ----- | --- | ------ | ------ | ----- | ----- | ----- | ----- | ----- | ------ | --------- |
| 2 set | 16:00 | Irã | 3–2    | Rússia | 25–14 | 22–25 | 27–25 | 21–25 | 15–6  | 110–95 | P2        |

### Final
| Data  | Hora  |         | Placar |          | Set 1 | Set 2 | Set 3 | Set 4 | Set 5 | Total | Relatório |
| ----- | ----- | ------- | ------ | -------- | ----- | ----- | ----- | ----- | ----- | ----- | --------- |
| 2 set | 19:00 | Polônia | 3–0    | Bulgária | 25–20 | 25–19 | 25–19 |       |       | 75–58 | P2        |

## Classificação final
| Posição | Equipe               |
| ------- | -------------------- |
| 1       | Polônia              |
| 2       | Bulgária             |
| 3       | Irã                  |
| 4       | Rússia               |
| 5       | Argentina            |
| 6       | Itália               |
| 7       | Brasil               |
| 8       | Alemanha             |
| 9       | Chéquia              |
| 10      | Índia                |
| 11      | Bélgica              |
| 12      | Egito                |
| 13      | Tailândia            |
| 14      | Nigéria              |
| 15      | Colômbia             |
| 15      | Cuba                 |
| 17      | Bielorrússia         |
| 18      | Camarões             |
| 19      | República Dominicana |
| 19      | Guatemala            |

## Premiação individuais
Os jogadores que se destacaram na competição foram:
| MVP (Most Valuable Player) | Tytus Nowik        | Polónia  |
| Oposto                     | Tytus Nowik        | Polónia  |
| 1º Ponteiro                | Aleksandar Nikolov | Bulgária |
| 2º Ponteiro                | Kamil Szymendera   | Polónia  |
| 1º Central                 | Yousef Kazemi      | Irão     |
| 2º Central                 | Jakub Majchrzak    | Polónia  |
| Levantador                 | Stoil Palev        | Bulgária |
| Líbero                     | Jakub Hawryluk     | Polónia  |